# Ozizala
Ozizala (greco: Ὁζιζαλα, Ὁζζαλα) era un antico villaggio del Thema Cappadocia, nell'attuale Turchia centro-meridionale, corrispondente all'odierno villaggio di Gülpınar.

## Storia
Presso la località di Ozizala, Anfilochio, più tardi nominato vescovo di Iconio, dal 370 al 373 dopo Cristo, visse come eremita nutrendosi solo di legumi ed erbe commestibili.